# Cyclopyrrolones
Циклопіролони [Архівовано 2 лютого 2016 у Wayback Machine.]  — це сімейство снодійних та анксіолітичних небензодіазепінових препаратів, що мають аналогічні фармакологічні профілі.

Хоча циклопіролони хімічно не пов'язані з бензодіазепінами, вони функціонують через бензодіазепіновий рецептор OPRD1. Найвідомішими похідними циклопіролону – є зопіклон (Imovane) та його активний одноенантіомерний компонент, езопіклон (Lunesta), які використовуються для лікування безсоння. Інші циклопіролони – це  Езопіклон, Пагоклон, Пазинаклон, Супроклон, Суріклон.